# Bazyli Digenis Akritas
Bazyli Digenis Akritas (Διγενῆς Ἀκρίτης) – bizantyński epos bohaterski powstały w latach pięćdziesiątych XI wieku. Jest pierwszym w literaturze greckiej eposem powstałym po Iliadzie i Odysei Homera. Został osnuty na tle dziejów Bizancjum i prastarych tradycji ludowych sięgających świata starożytnego. Szybko urósł do roli narodowej epopei bizantyńskiej napisanej wierszem politycznym. O jego popularności świadczą różne zachowane wersje, zaginione ballady z tzw. cyklu akryckiego, późniejsze pieśni ludowe o epizodach z życia Digenisa oraz przekład na język staroruski z przełomu XII/XIII wieku.

## Treść
Książę Syrii, emir arabski Musur porywa z bizantyńskiej Kapadocji córkę Dukasa - Irenę. Bracia dziewczyny dopadli w pościgu Musura i doszli z nim do porozumienia, że poślubi Irenę i przyjmie wiarę chrześcijańską. Po powrocie na ziemie bizantyńskie matka wydała na świat Bazylego, zwanego Digenisem (zrodzony z dwóch plemion) Akritasem (obrońca kresów państwa). Młody Bazyli walczy z dzikimi zwierzętami, zbójcami, wreszcie zaś uprowadza ukochaną Eudokię. Po ślubie udaje się wraz z żoną na wschodnie rubieże cesarstwa, aby wśród licznych przygód bronić pokoju. Jego sława powoduje, iż nad Eufrat przybywa sam cesarz z wyrazami podzięki i hołdu dla bohatera. Ostatecznie Digenis Akritas ciężko zaniemógł i umarł w obecności Eudokii, która padła martwa w czasie modłów nad umierającym mężem.

## Przekłady na język polski
- (fragmenty) Bazyli Digenis Akritas, księga pierwsza, przeł. Seweryn Hammer, „Meander” 4 (1949), z. 4, s. 191-198.
- Dijenis Akritas. Opowieść z kresów bizantyńskich, przełożyła i opracowała Małgorzata Borowska, Warszawa: Wydawnictwo DIG - OBTA 1998.